# UCI-BMX-Freestyle-Weltcup 2022
Beim UCI-BMX-Freestyle-Weltcup 2022 wurden durch die Union Cycliste Internationale die Weltcupsieger im BMX-Freestyle ermittelt.

## Ablauf
Nach einer Zwangspause 2020 und 2021 infolge der Corona-Pandemie fand der Weltcup erstmals wieder statt, nach wie vor im Rahmen der FISE World Series. Der Weltcup umfasste drei Runden. Allerdings wurde die nicht-olympische Flatland-Variante, die zuvor weniger Teilnehmer als der Park angezogen hatte, nur bei der ersten Runde ausgetragen.
- Montpellier: 25.–29. Mai
- Brüssel: 30. Juni – 3. Juli
- Gold Coast: 9.–11. Dezember

Die Wettkämpfe gingen über mehrere Tage, der letzte Tag war jeweils dem Finale gewidmet. Die Punkteskala wurde geändert; ein Sieg zählte nunmehr 1000 Punkte statt wie zuvor 10.000.

## Park Männer
| # | Datum        | Ort         | Erster           | Zweiter          | Dritter          |
| - | ------------ | ----------- | ---------------- | ---------------- | ---------------- |
| 1 | 29. Mai      | Montpellier | Rimu Nakamura    | Logan Martin     | Anthony Jeanjean |
| 2 | 3. Juli      | Brüssel     | Anthony Jeanjean | Logan Martin     | Kieran Reilly    |
| 3 | 11. Dezember | Gold Coast  | Logan Martin     | Anthony Jeanjean | Rimu Nakamura    |

Gesamtwertung
| Platz | Name               | Punkte |
| ----- | ------------------ | ------ |
| 1     | Logan Martin       | 2800   |
| 2     | Anthony Jeanjean   | 2720   |
| 3     | Marcus Christopher | 2260   |
| 4     | Rimu Nakamura      | 1820   |
| 5     | Justin Dowell      | 1770   |
| 6     | Brian Fox          | 1670   |

## Park Frauen
| # | Datum        | Ort         | Erste              | Zweite         | Dritte                |
| - | ------------ | ----------- | ------------------ | -------------- | --------------------- |
| 1 | 29. Mai      | Montpellier | Lizsurley Villegas | Lara Lessmann  | Nikita Ducarroz       |
| 2 | 3. Juli      | Brüssel     | Hannah Roberts     | Perris Benegas | Charlotte Worthington |
| 3 | 11. Dezember | Gold Coast  | Sun Jiaqi          | Zhou Huimin    | Hannah Roberts        |

Gesamtwertung
| Platz | Name                  | Punkte |
| ----- | --------------------- | ------ |
| 1     | Hannah Roberts        | 2590   |
| 2     | Nikita Ducarroz       | 2210   |
| 3     | Charlotte Worthington | 1830   |
| 4     | Chelsea Wolfe         | 1760   |
| 5     | Perris Benegas        | 1670   |
| 6     | Lara Lessmann         | 1620   |

## Flatland Männer
Bei der einzigen Flatland-Veranstaltung in Montpellier traten 31 Teilnehmer an. Das Finale der besten 8 endete wie folgt:
| Platz | Name              | Punkte |
| ----- | ----------------- | ------ |
| 1     | Kio Hayakawa      | 96,00  |
| 2     | Yu Shoji          | 91,83  |
| 3     | Moto Sasaki       | 90,00  |
| 4     | Masato Ito        | 88,83  |
| 5     | Terry Adams       | 87,33  |
| 6     | Matthias Dandois  | 85,00  |
| 7     | Pakphum Poosa-Art | 77,33  |
| 8     | Jorge Gómez       | 65,33  |

## Flatland Frauen
Bei der einzigen Flatland-Veranstaltung in Montpellier gab es 5 Teilnehmerinnen. Von diesen bestritten vier das Finale, mit folgenden Ergebnissen:
| Platz | Name            | Punkte |
| ----- | --------------- | ------ |
| 1     | Julia Preuss    | 87,33  |
| 2     | Jeanne Seigneur | 84,33  |
| 3     | Mélissa Droll   | 75,33  |
| 4     | Louise Seigneur | 69,00  |